# Río Negro San José
Institución Atlética Río Negro jest urugwajskim klubem piłkarskim z siedzibą w mieście San José, stolicy departamentu San José.

## Osiągnięcia

### Turnieje ogólnonarodowe
- Copa El País: 1990
- Campeonato del Sur (4): 1981, 1983, 1987, 1990
- Recopa El País de Clubes del Interior (2): 1991, 1992

### Turnieje departamentu San José
- Mistrz departamentu San José (13): 1976, 1979, 1980, 1982, 1983, 1984, 1986, 1987, 1988, 1989, 1990, 1991, 1992
- Mistrz Liga Mayor de Fútbol de San José (5): 1996, 1997, 1998, 1999, 2002
- Mistrz Torneo Apertura Liga Mayor del Fútbol de San José (2): 1997, 2002
- Mistrz Torneo Clausura Liga Mayor del Fútbol de San José (3): 1997, 1998, 1999

### Turnieje lokalne miasta San José
- Mistrz ligi lokalnej - Campeonato Ciudad de San José (17): 1965, 1973, 1975, 1976, 1978, 1980, 1981, 1982, 1984, 1985, 1986, 1987, 1991, 1992, 1993, 1994, 1995
- Mistrz Torneo Preparación (7): 1961, 1974, 1977, 1978, 1988, 1991, 1992
- Super Liga de San José: 1976
- Mistrz Torneo Liguilla (4): 1983, 1986, 1988, 1989

Uwaga: w 1996 Liga Departamental de Fútbol de San José z miasta San José i Liga de Fútbol Regional del Sur z miasta Libertad połączyły się tworząc ligę Liga Mayor de Fútbol de San José.

## Historia
Klub założony został 19 kwietnia 1941 roku i gra obecnie w pierwszej lidze (Divisional "A") ligi prowincjonalnej Liga Mayor de Fútbol de San José. Największym w historii klubu osiągnięciem było wygranie turnieju Copa El País w roku 1990, co oznaczało mistrzostwo Urugwaju klubów prowincjonalnych.

### Historyczne wyniki
- Najwyższe zwycięstwo: 9:0 z Universal San José
- Najwyższe zwycięstwo w rozgrywkach Copa El País: w roku 1997 Independiente Mercedes - Río Negro 2:7
- Najwyższa porażka:
  - Liga Mayor de Fútbol de San José: Juventud Unida Libertad - Río Negro 6:1
  - Copa El País 1995: Porongos Trinidad - Río Negro 5:0